# Moi, ce que j'aime, c'est les monstres
Moi, ce que j'aime, c'est les monstres (anglais : My Favorite Thing Is Monsters) est le premier roman graphique d'Emil Ferris.
Il a reçu un accueil très favorable dans la presse et est considéré par de nombreux critiques comme l'un des meilleurs romans graphiques de 2017. Il a également remporté le Fauve d’or au Festival d'Angoulême 2019, ainsi que le Prix des libraires du Québec dans la catégorie hors Québec en mai 2019. En 2024, il a reçu le prix de l'ABCD (association des critiques et journalistes de bande dessinée) du meilleur album de ces vingt dernières années,.
Le premier tome s’est vendu en France à 160 000 exemplaires.
Le deuxième tome est sorti aux États-Unis en avril 2024 et en novembre 2024 en France avec un tirage à 57 000 exemplaires.
Un tome préquel sur Karen Reyes, intitulé Records of the Damned, est également en préparation,.

## Synopsis
Karen Reyes, une petite fille de dix ans passionnée de monstres qui habite Chicago à la fin des années 1960, enquête sur la mort trouble de sa belle et mystérieuse voisine rescapée de la Shoah, Anka Silverberg, ce qui la conduit à découvrir de nombreuses histoires enfouies.

## Personnages principaux
- Karen Reyes : jeune fille de dix ans, qui adore les monstres et les créatures.
- Anka Silverberg : la voisine de Karen, rescapée de la Shoah et retrouvée morte de façon mystérieuse dans son appartement.
- Diego Zapata Reyes dit « Deeze » : le frère de Karen.
- Marvela Reyes : la mère de Karen.
- Samuel Silverberg : le mari d'Anka.
- M. Gronan : voisin d'immeuble de Karen, qui le surnomme Kiri Jack.
- Sylvia Gronan : la femme de M. Gronan.
- Seamus Chuggzez dit « M. Chugg » : habite l'appartement d'à côté de celui de la famille de Karen. Il est marionnettiste et parle à ses marionnettes.

## Genèse
Avant de travailler dans la bande dessinée, Emil Ferris était illustratrice freelance et dessinait des jouets. Après avoir contracté le virus du Nil occidental à l'âge de 40 ans en 2002, elle reste paralysée et perd l'usage de sa main droite, l'empêchant de dessiner. L'origine de Moi, ce que j'aime, c'est les monstres trouve sa source dans une image d'Emil Ferris, celle « d'une loup-garou lesbienne dans les bras protecteurs d'un Frankenstein trans ». Elle développe cette histoire des deux parias de la société dans une nouvelle écrite et publiée en 2004 dans une revue, First Person Imprefect. Tout en fréquentant l'École de l'Art Institute of Chicago (School of the Art Institute of Chicago) pour obtenir un diplôme supérieur d'écriture créative, Emil Ferris réapprend à dessiner et commence à travailler sur Moi, ce que j'aime, c'est les monstres, afin de se rééduquer. À compter de 2010, il faut à Emil Ferris six ans pour terminer le manuscrit. Son travail de validation à l'Art Institue était constitué des 24 premières pages du roman graphique. Ces pages lui ont permis de trouver un premier éditeur. L'artiste a régulièrement travaillé 16 heures par jour et vivait très modestement, tout en travaillant sur le roman graphique. Elle produisait en moyenne une page tous les deux jours. Elle déclare que ce dessin aux stylo-billes nécessitait un effort important de sa main qui, même après guérison, n'a pas retrouvé toute sa dextérité,.

« C'était les années 60. J'ai regardé des manifestations être brutalisées par la police. J'ai vu de la bigoterie. Cela vous fait penser à votre propre monstruosité. »

— Emil Ferris
De nombreux aspects du roman sont inspirés de l'enfance d'Emil Ferris. Tout comme son héroïne, Karen Reyes, Emil était obsédée par les monstres, attendant avec impatience le samedi soir pour suivre une émission sur les monstres (Creature Features). Très jeune, Emil Ferris était atteinte d'une scoliose sévère, et pour attirer l'attention sur l'aire de jeu, elle racontait des histoires d'horreur. La protagoniste du livre, Karen Reyes qui se voit comme un loup-garou reflète la façon dont Emil Ferris se voyait elle-même étant enfant – une métaphore de l'oppression sociale. L'histoire se situe à Chicago à la fin des années 1960, dans les bas quartiers (le quartier d'Uptown était un quartier très populaire) où Emil Ferris a grandi. Ses parents étaient tous deux artistes, et elle allait souvent visiter leur université, l'Art Institute de Chicago, qui est également très présente dans le roman graphique. Enfant, Ferris faisait partie d'une troupe de théâtre, qui jouait près du cimetière Graceland, qu'elle visitait dans l'espoir de trouver des monstres ou des fantômes ; le roman présente d'ailleurs l'une des sculptures du cimetières l'Eternal Silence (en). Emil a acquis ses connaissances de la Seconde Guerre mondiale en parlant avec des survivants de l'Holocauste qui vivaient dans le quartier de Rogers Park. Elle venait rendre visite à la propriétaire d'une galerie qui a un numéro d'identification de tatouage, elle parlait à des personnes âgées, des rescapés, dessinant un lien entre leurs expériences et les monstres.

« La plupart de mes personnages sont en partie des gens que je connaissais. »

— Emil Ferris

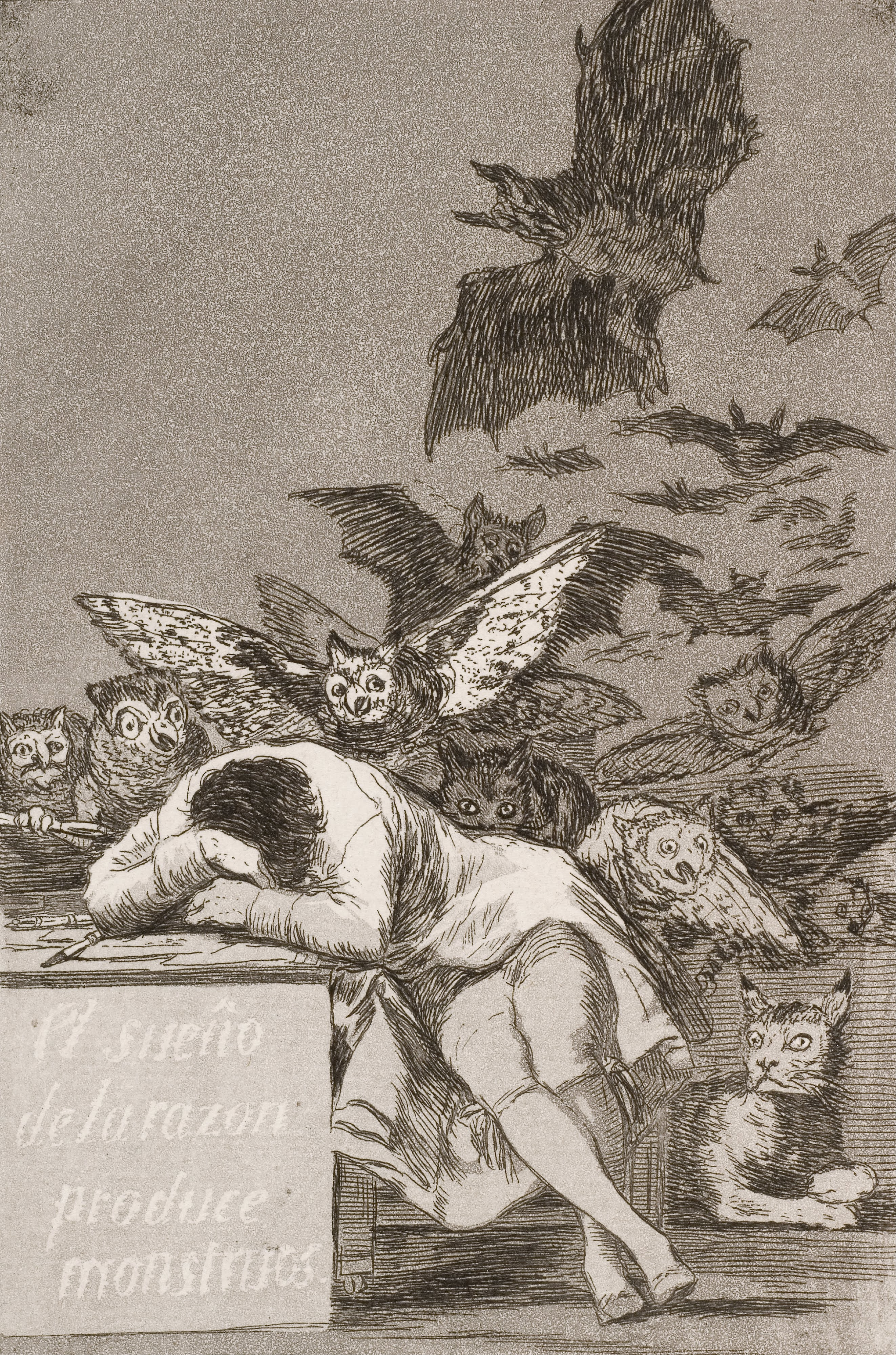
Gravure de Francisco José de Goya, Le Sommeil de la raison produit des monstres.

En termes d'influences artistiques, Emil Ferris a découvert très jeune les œuvres de Francisco de Goya et d'Honoré Daumier, ou encore les illustrations de Collier dans les livres de Charles Dickens. Ce dernier réussissait à proposer des compositions dynamiques et chargées d'ambiance, quelque chose qu'Emil Ferris a voulu reproduire. Des auteurs de bandes dessinées comme Robert Crumb, Alison Bechdel et Art Spiegelman ont eu beaucoup d'impact sur elle. Elle parle également des affiches de films d'horreur et les EC Comics comme inspiration pour les fausses couvertures de magazines qui figurent dans les chapitres de Moi, ce que j'aime, c'est les monstres. Le livre a été principalement dessiné à l'aide d'un stylo à bille Bic et le texte écrit avec un feutre Paper Mate. Comme faire directement ses dessins sur un cahier rendait les corrections difficiles à apporter, Emil Ferris a décidé d'utiliser des couches supplémentaires et de monter l'ensemble pour aboutir au résultat final. Emil Ferris n'utilise pas de brouillon, elle compose mentalement son dessin avant de se lancer. La présentation du roman graphique comme un journal intime rédigé sur un cahier à spirale lié est un trait typiquement autobiographique, Emil Ferris et ses camarades de classe avaient des cahiers analogues,. Elle a évité d'utiliser les cases habituelles qu'on trouve en bande dessinée parce qu'elle sentait qu'elle avait besoin de liberté et que les lecteurs devaient avoir une expérience visuellement dense de ses pages.

« Nous avons peur du monstre, notamment si ce monstre, c'est nous. Nous  sommes monstres dans nos échecs, dans nos appétits, dans nos désirs. »

— Emil Ferris
Alors qu'à mi-chemin à travers le travail sur Moi, ce que j'aime, c'est les monstres, Ferris a dû trouver un nouvel éditeur, car le premier, The Other Press, a déclaré que le livre était trop gros et qu'ils ne pouvaient pas correctement le publier. Après 48 rejets, le roman est retenu par Fantagraphics. À l'origine, le livre fait 700 pages, mais Fantagraphics décide de le diviser en deux volumes afin de respecter un prix raisonnable. L'éditeur voulait le sortir pour le 31 octobre 2016, jour d'Halloween, mais le même mois, le bateau contenant le tirage – de 10 000 exemplaires – est immobilisé au Canal de Panama, car la compagnie de fret, Hanjin Shipping, armateur du navire, a fait faillite. Le temps que la situation soit débloquée par le gouvernement Panaméen, un mois et demi plus tard, la publication est retardée à février 2017, le temps de refaire des tirages. Le livre premier du roman graphique a finalement été publié le 14 février 2017.

« Nous pouvons tous être des monstres. Comme, récemment, les monstres à Charlottesville qui brandissaient des torches sans savoir qu'ils étaient eux-mêmes des monstres. Karen aime beaucoup l'art ; c'est le prisme par lequel elle voit le monde. Les tableaux constituent une langue pour elle et les tableaux décrivent le monde aux yeux de Karen de telle sorte qu'elle peut comprendre les choses. »

— Emil Ferris
Le 3 novembre 2016, pour financer la production du livre deux et l'achat d'un nouvel ordinateur, Ferris lance une campagne de financement participatif sur GoFundMe, et lève 12 399 $ sur les 8 560 $ demandés. Ce second livre reçoit alors un tirage initial à 30 000 copies et une date de sortie est prévue pour octobre 2017. Le roman graphique est sorti également au Canada par Éditions Alto, en Italie par Bao Publishing, en Espagne par Reservoir Books et en Allemagne par Panini.
Dès mars 2017, Sony Pictures remporte les droits du film, avec la société de Bradley Gallo et Michael Helfant, Amasia Entertainment, à la production,. Sam Mendes est en négociation pour éventuellement diriger l'adaptation.
La version française sort en 2018 chez Monsieur Toussaint Louverture.

## Prix et distinctions
- 2017 :  
  - Prix Ignatz de la meilleure auteure ;
  - Prix Ignatz du meilleur roman graphique ;
  - Prix Lynd Ward du meilleur roman graphique ;
  - Prix Lambda Literary du meilleur roman graphique ;
  - Personnalité de bande dessinée de l'année pour la Comics Beat.
- 2018 : 
  - Prix du roman graphique 2017 de la National Cartoonists Society
  - Prix Eisner du meilleur album ;
  - Prix Eisner de la meilleure auteure ;
  - Prix Eisner de la meilleure colorisation.
- 2019 :
  - Grand prix de la critique ACBD
  - Fauve d’or au Festival d'Angoulême 2019[3],[4]
  - Prix Micheluzzi de la meilleure bande dessinée étrangère[33]
  - Finaliste Prix de la BD Fnac France Inter